# Fortaleza de Hohensalzburg

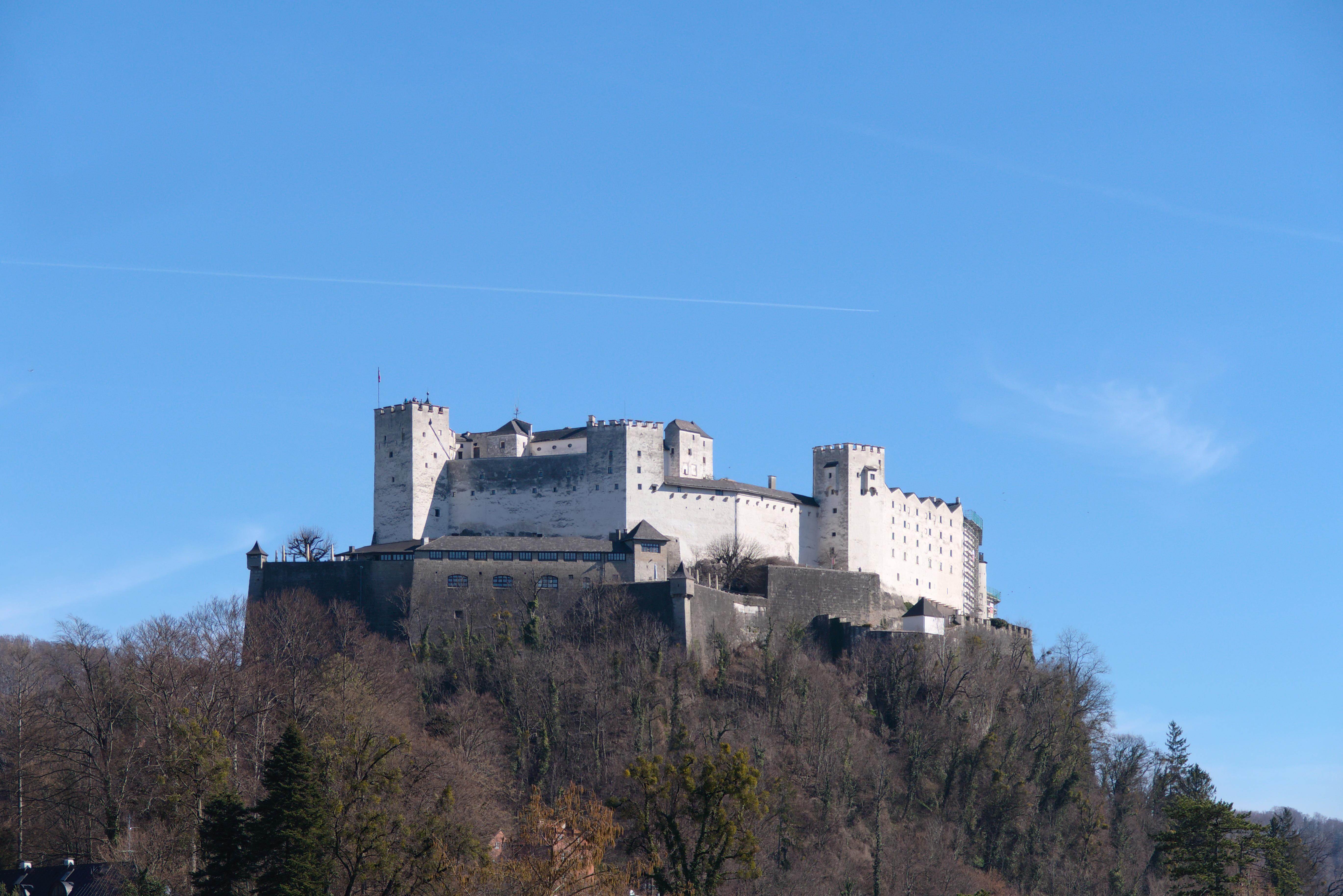
Fortaleza de Hohensalzburg

A Fortaleza de Hohensalzburg (Festung Hohensalzburg em alemão) é um castelo localizado na cidade de Salzburgo, Áustria, no topo do Festungsberg. Com um comprimento de 250 metros e uma largura de 150 metros, é um dos maiores castelos medievais na Europa.

## História

### História antiga
Escavações arqueológicas mostraram que existia um forte romano no ponto mais alto do local.  Isso não deve ser confundido com o castrum superius romano mais significativo no terraço de Nonnberg. A construção da atual fortaleza começou em 1077 sob o arcebispo Gebhard von Helfenstein. O projeto original era um pátio básico com uma parede de madeira. No Sacro Império Romano-Germânico, os arcebispos de Salzburgo já eram figuras políticas poderosas e expandiram a fortaleza para proteger seus interesses. O conflito de Helfenstein com o imperador Henrique IV durante a Controvérsia das Investiduras influenciou a expansão da fortaleza, com o arcebispo ficando do lado do papa Gregório VII e do anti-rei alemão Rodolfo de Rheinfelden. A fortaleza foi gradualmente expandida durante os séculos seguintes. As paredes e torres circulares foram construídas em 1462 sob o príncipe-arcebispo Burkhard II von Weißpriach. O príncipe-arcebispo Leonhard von Keutschach expandiu ainda mais a fortaleza durante seu mandato de 1495 até 1519.  Seu coadjutor Matthäus Lang von Wellenburg, que mais tarde sucederia Leonhard, em 1515 escreveu uma descrição do Reisszug, um funicular muito antigo e primitivo que fornecia acesso de carga ao pátio superior da fortaleza. A linha ainda existe, embora de forma atualizada, e é provavelmente a ferrovia operacional mais antiga do mundo. Os atuais bastiões externos, iniciados no século 16 e concluídos no século 17, foram adicionados por precaução por causa do medo de uma invasão turca.  A única vez que a fortaleza realmente foi sitiada foi durante a Guerra dos Camponeses Alemães em 1525, quando um grupo de mineiros, fazendeiros e habitantes da cidade tentou expulsar o príncipe-arcebispo Matthäus Lang, mas não conseguiu tomar a fortaleza. Em 1617, o arcebispo deposto Wolf Dietrich von Raitenau morreu na prisão da fortaleza. Durante a Guerra dos Trinta Anos, o arcebispo conde Paris de Lodron fortaleceu as defesas da cidade, incluindo Hohensalzburg. Ele acrescentou várias partes à fortaleza, como os depósitos de pólvora e portarias adicionais. A fortaleza foi entregue sem luta às tropas francesas sob o comando do general Jean Victor Marie Moreau durante a Guerra Napoleônica da Segunda Coalizão em 1800 e o último príncipe-arcebispo, o conde Hieronymus von Colloredo, fugiu para Viena. No século 19, foi usado como quartel, depósito de armazenamento e masmorra antes de ser abandonado como posto militar avançado em 1861.

### História recente
A Fortaleza de Hohensalzburg foi reformada a partir do final do século 19 e tornou-se uma grande atração turística com o funicular Festungsbahn, inaugurado em 1892 que levava da cidade ao Hasengrabenbastei; Destaca-se hoje como um dos castelos mais bem preservados da Europa. Durante o início do século 20, foi usado como prisão, mantendo prisioneiros de guerra italianos durante a Primeira Guerra Mundial e ativistas nazistas antes da anexação da Áustria pela Alemanha em março de 1938. O ceramista, escultor e pintor alemão Arno Lehmann viveu e criou na Fortaleza de Hohensalzburg de 1949 até sua morte em 1973. A Fortaleza de Hohensalzburg foi selecionada como motivo principal para a moeda comemorativa da Abadia Austríaca de Nonnberg, cunhada em 5 de abril de 2006. Esta foi a primeira moeda da série "Grandes Abadias da Áustria". Mostra o convento beneditino da Abadia de Nonnberg. No topo da colina ao fundo, a fortaleza e a igreja Kajetaner podem ser vistas. Também em 1977, a Casa da Moeda austríaca emitiu uma moeda para o 900º aniversário da Fortaleza de Hohensalzburg.

## Interior
A fortaleza é composta por várias alas e pátio. Os apartamentos do Príncipe-Bispo estão localizados no chamado "Hoher Stock" (andar alto).

### Touro de Salzburgo
O Krautturm abriga um grande aerófona de mais de 200 tubos que é chamado de "Touro de Salzburgo" (Salzburger Stier). Este enorme órgão mecânico foi construído em 1502 pelo arcebispo Leonhard von Keutschach. Foi renovado por Rochus Egedacher em 1735. Do Domingo de Ramos a 31 de outubro, o "Touro de Salzburgo" é tocado diariamente às 7, 11 e 18 horas. O aerofone iniciou assim a execução do carrilhão na Residenzplatz e terminou novamente. Um dos grupos de cabaré mais famosos da Áustria leva o nome dele.

### Salão Dourado
A partir de 1498, o arcebispo Leonhard von Keutschach instalou os magníficos apartamentos de estado no terceiro andar. Os quartos em que os arcebispos normalmente viveriam ficavam um andar abaixo. Os apartamentos de estado foram usados principalmente para fins representativos e para festividades. O Salão Dourado foi ricamente decorado e indica que a fortaleza serviu aos arcebispos não apenas como refúgio em tempos de crise, mas frequentemente também como residência até o século 16. Para ganhar mais espaço, o arcebispo Leonhard von Keutschach mandou construir quatro pilares maciços de mármore na parede externa direita e acrescentou uma loggia. Como nas outras salas, o teto é caixotado, cada cofre sendo adornado com botões dourados simbolizando as estrelas no céu. A viga de 17 metros de comprimento, que sustenta o teto, merece destaque. O brasão de armas de Leonhard von Keutschach, juntamente com os do Sacro Império Romano-Germânico, as cidades alemãs mais poderosas e os bispados que estavam ligados a Salzburgo, estão pintados nele.

### Capela do Arcebispo Leonhard von Keutschach
O arcebispo Leonhard von Keutschach (1495-1519) mandou construir a capela posteriormente. Um dos consoles de figuras no teto de vigas teve que ser removido para abrir espaço para ele. Uma abóbada em estrela ricamente ornamentada decora o teto da capela. A parte interna da porta na entrada é coberta com estuque. A moldura pintada mostra colunas vermelhas em um pedestal alto com capitéis cinza. O brasão de armas de Salzburgo e de Leonhard von Keutschach é reproduzido no tímpano sob a mitra, a cruz do legado e a espada. Uma característica especial do brasão de armas é o nabo e em muitos lugares da fortaleza isso pode ser encontrado como uma indicação da atividade de construção do príncipe-arcebispo Keutschach. Na parede norte da capela existem duas aberturas que possibilitavam assistir ao serviço religioso da sala lateral.

### Câmara Dourada
A Câmara Dourada é a sala mais magnificamente mobiliada das câmaras principescas. As duas longas paredes são ocupadas por bancos ricamente decorados com videiras, uvas, folhagens e animais. Esses bancos costumavam ser cobertos com tecido ou couro, mas o estofamento não sobreviveu até a era moderna. As paredes também costumavam ser cobertas com tapeçaria de couro em relevo dourado que adornava a parte inferior da parede.

### Quarto de dormir
O quarto de dormir é o quarto mais íntimo dos aposentos principescos. Os móveis originais e os tecidos preciosos, como a tapeçaria, foram substituídos com o passar do tempo por outros mais "modernos". Os elaborados lambris para proteger do frio ainda testemunham o esplendor do passado. A parte superior dos painéis é decorada com botões e rosetas douradas, enquanto a parte inferior, que hoje está nua, provavelmente foi coberta com tapeçaria de couro ou veludo. A porta esconde um vaso sanitário, que é basicamente um buraco no chão com uma moldura de madeira. No passado, esta era uma instalação sanitária altamente moderna e acessível a partir de cada andar.

## Galeria

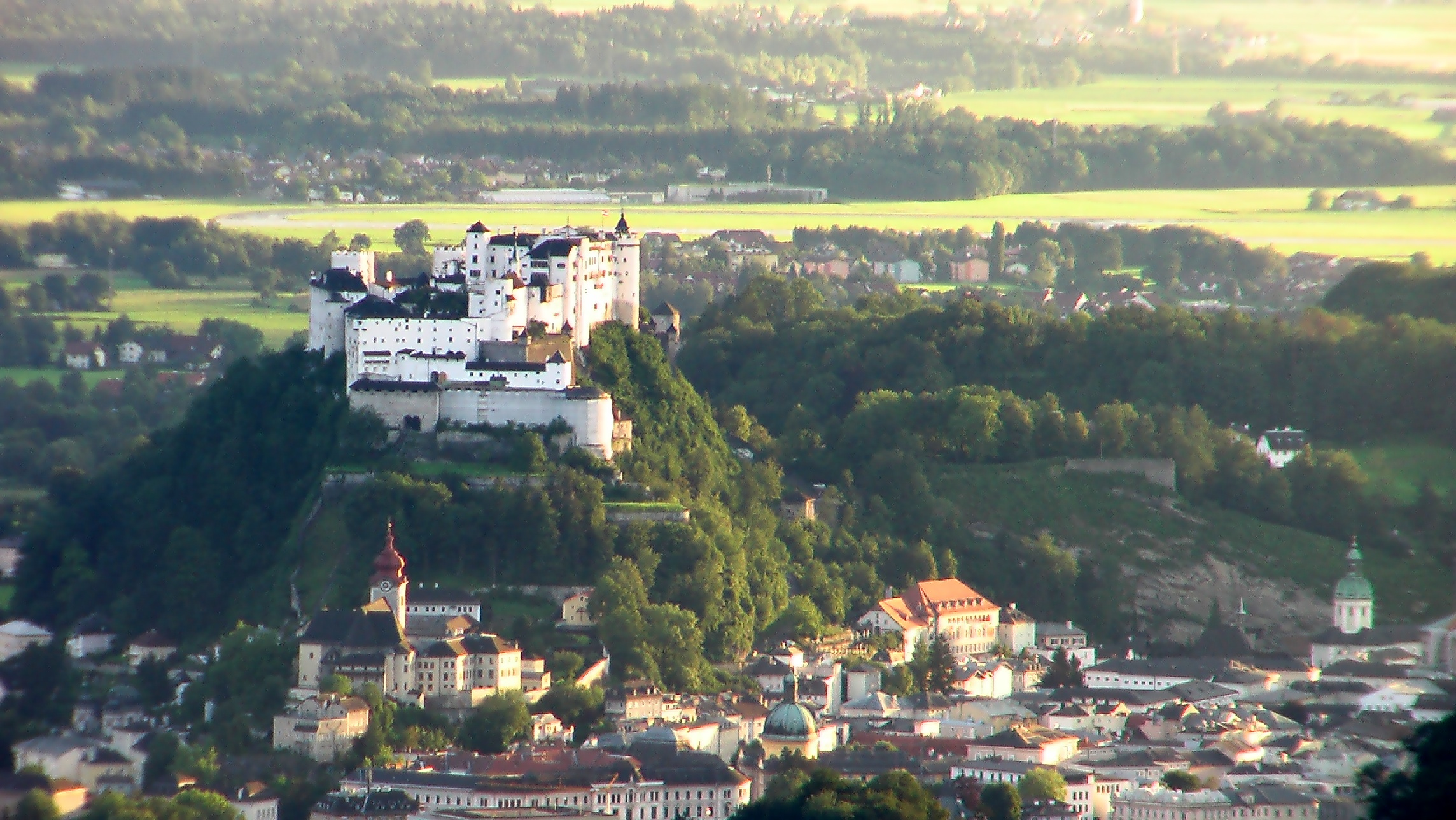
Fortaleza de Hohensalzburg e Salzburgo, vista de "Gersberg Alm"
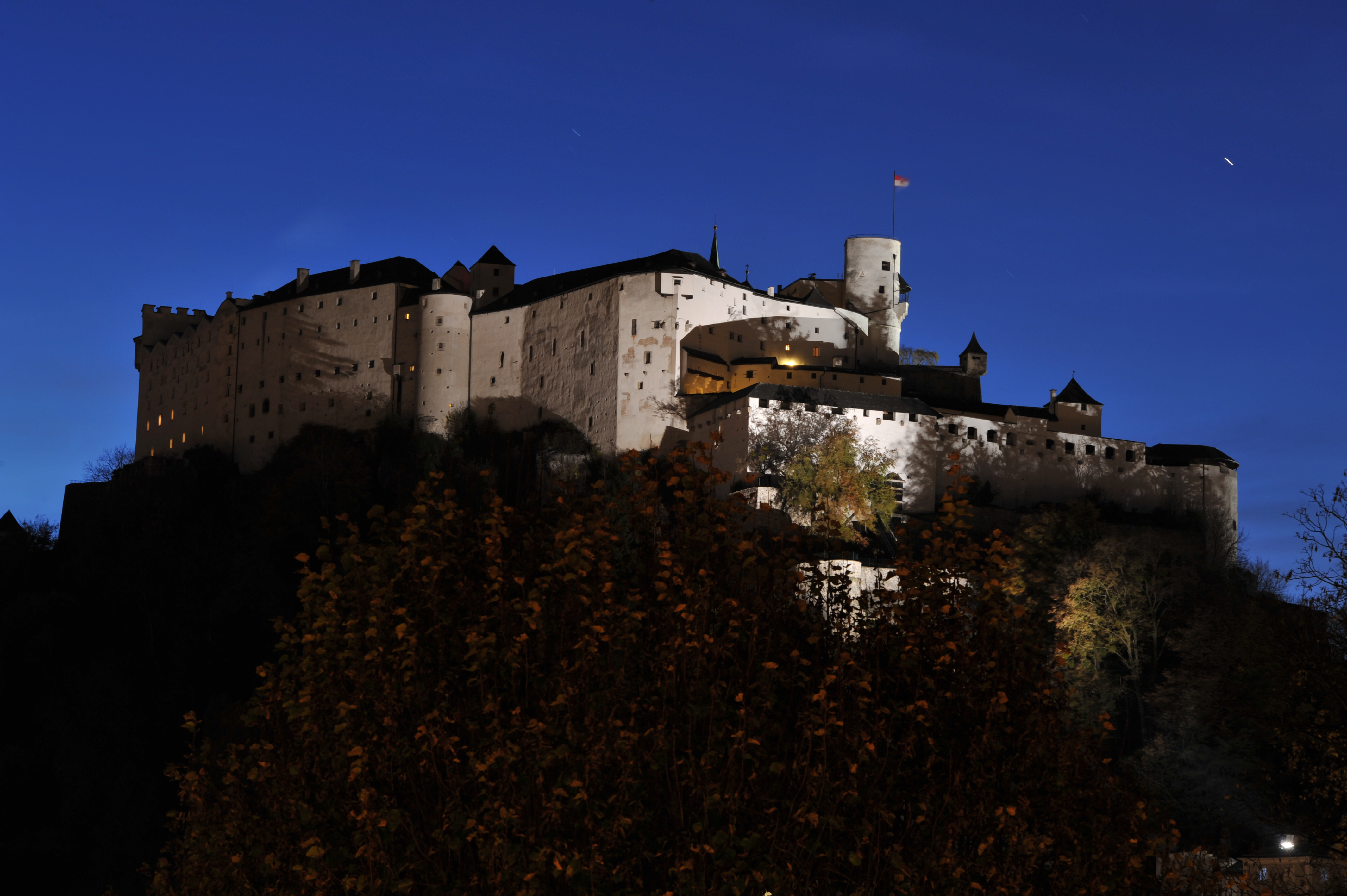
Fortaleza de Hohensalzburg à noite
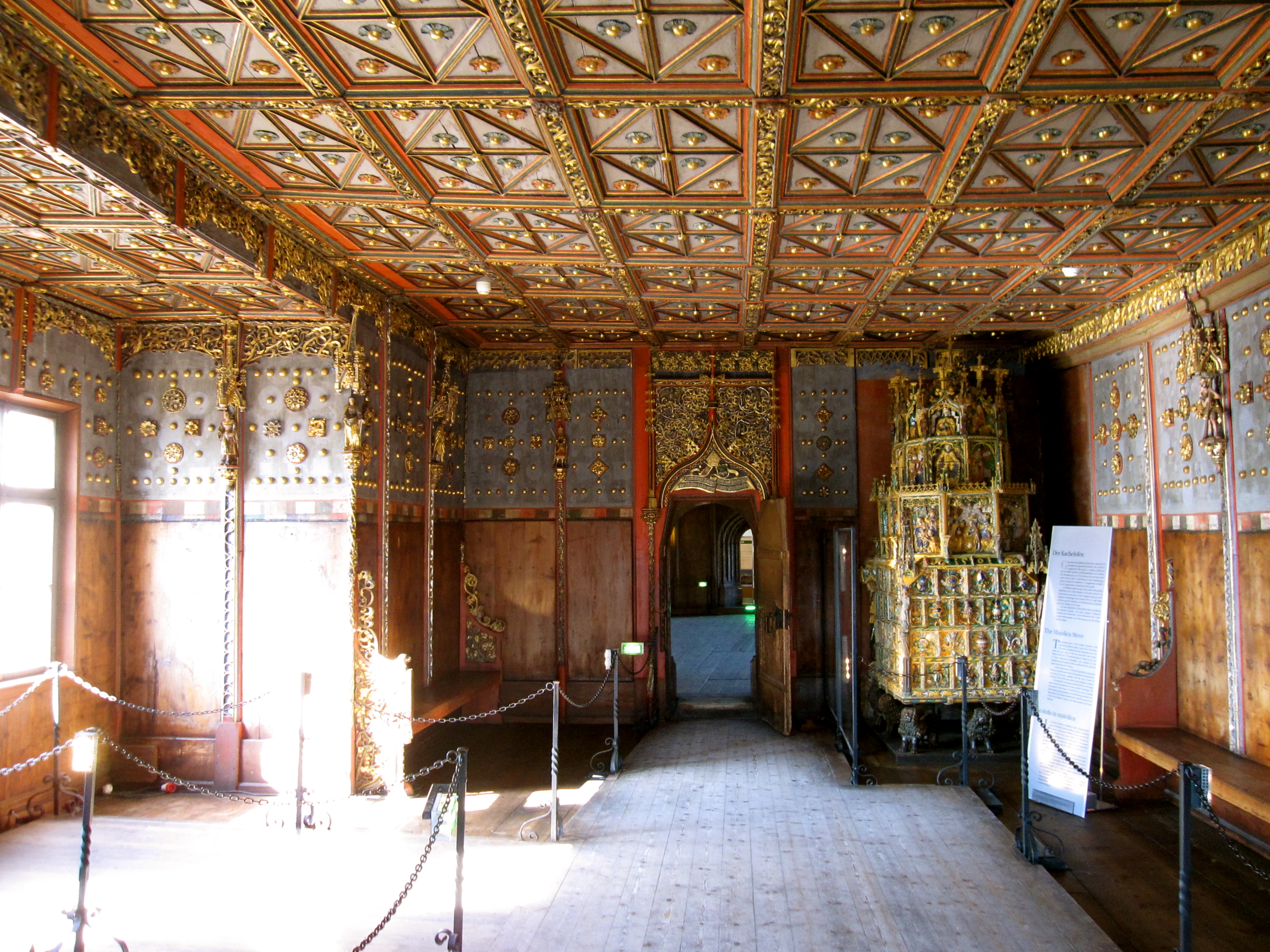
Câmara Dourada
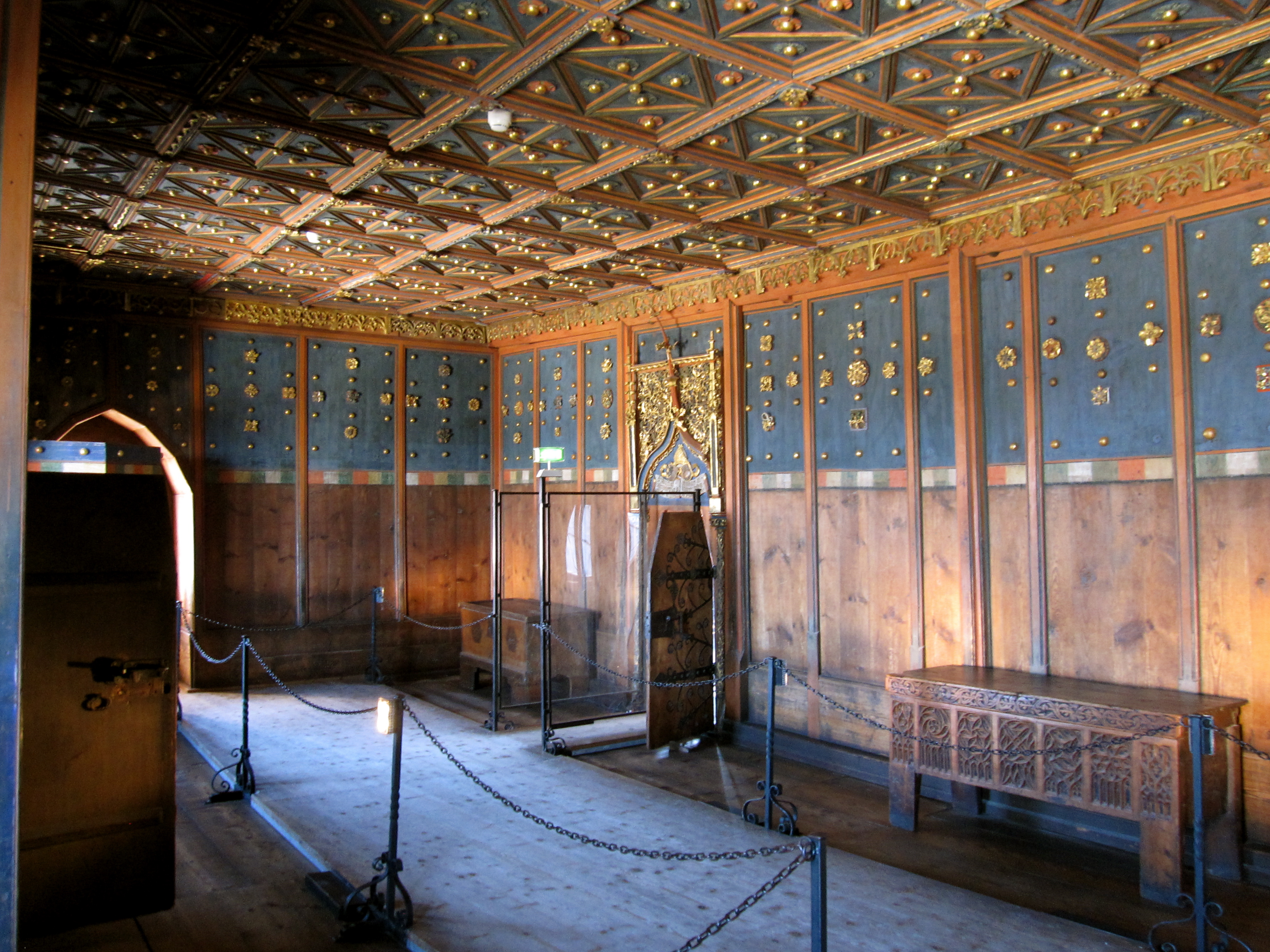
Quarto do Príncipe-Bispo
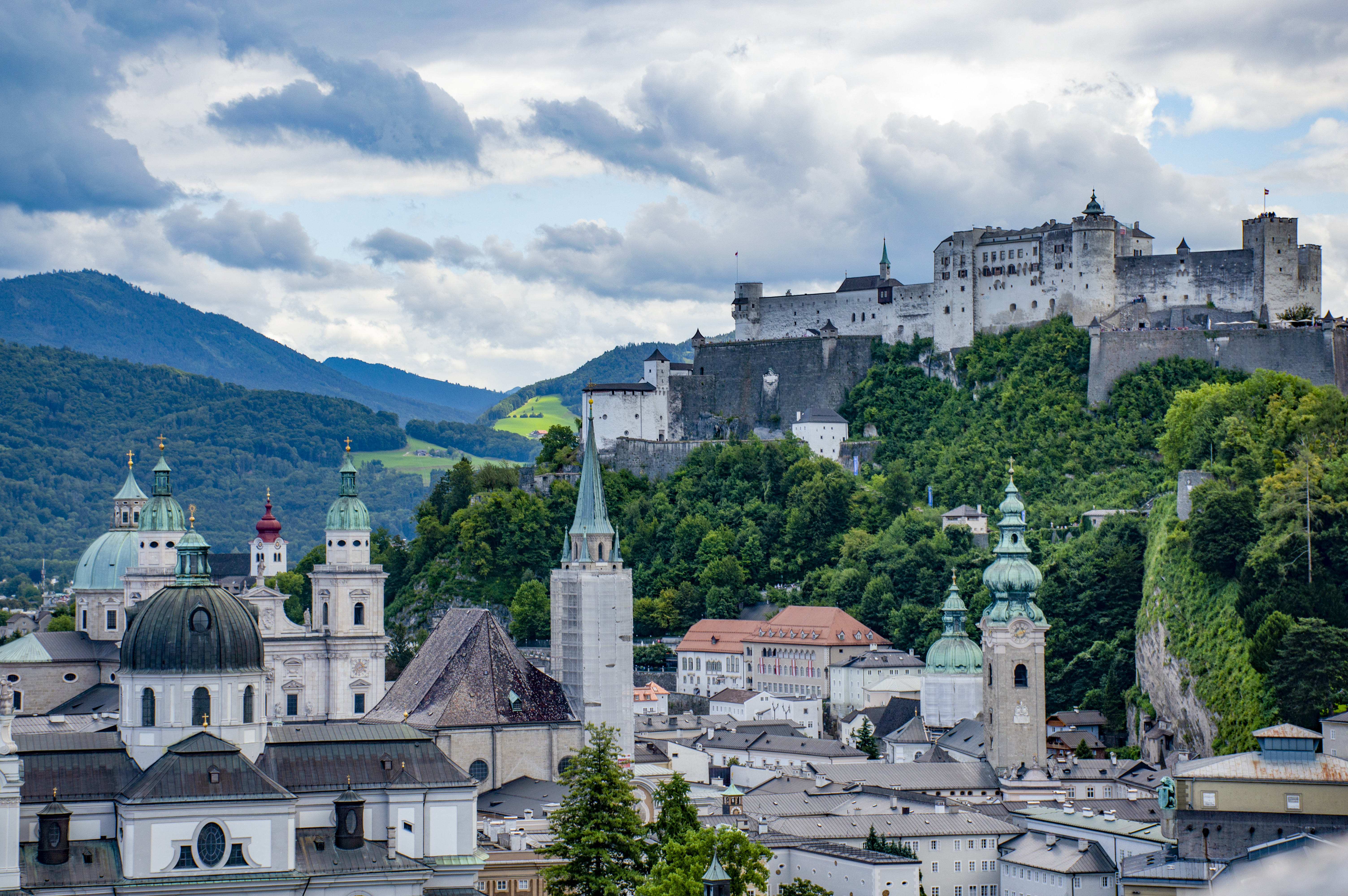
Hohensalzburg vista do Museu de Arte Moderna
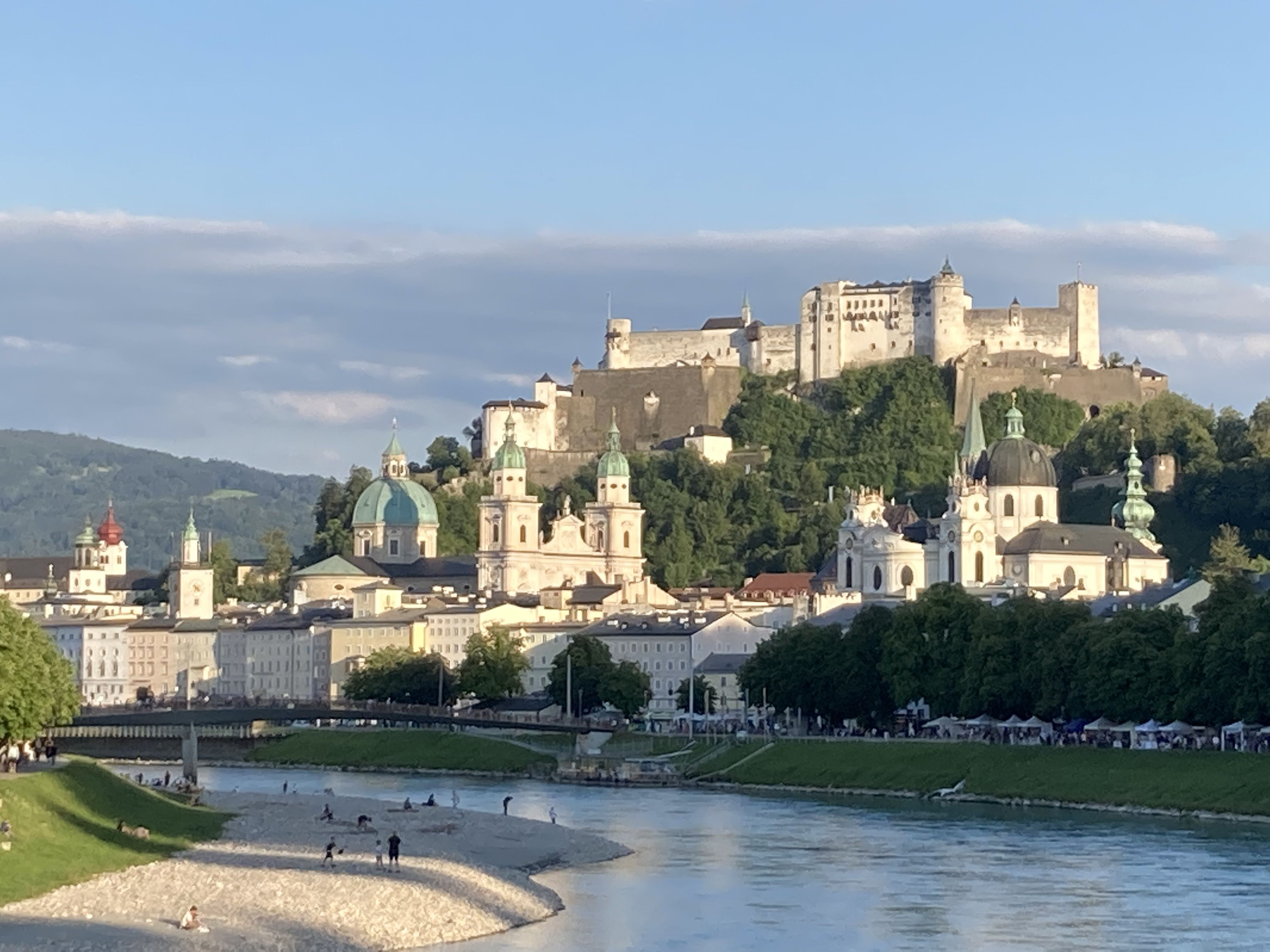
Vista do Salzach